# Motey-sur-Saône
Motey-sur-Saône est une ancienne commune française située dans le département de la Haute-Saône, en région Bourgogne-Franche-Comté.

## Histoire
Le 1er janvier 2019, la commune fusionne avec Seveux pour créer la commune nouvelle de Seveux-Motey dont la création est actée par un arrêté préfectoral du 19 décembre 2018.

## Politique et administration

### Rattachements administratifs et électoraux
La commune faisait partie de l'arrondissement de Vesoul du département de la Haute-Saône, en région Bourgogne-Franche-Comté. Pour l'élection des députés, elle dépend de la première circonscription de la Haute-Saône.
Elle faisait partie depuis 1801 du Canton de Fresne-Saint-Mamès. Dans le cadre du redécoupage cantonal de 2014 en France, la commune était rattachée depuis 2015 au canton de Scey-sur-Saône-et-Saint-Albin.

### Intercommunalité
La commune fait partie de la communauté de communes des quatre rivières, intercommunalité créée en 1996.

### Liste des maires

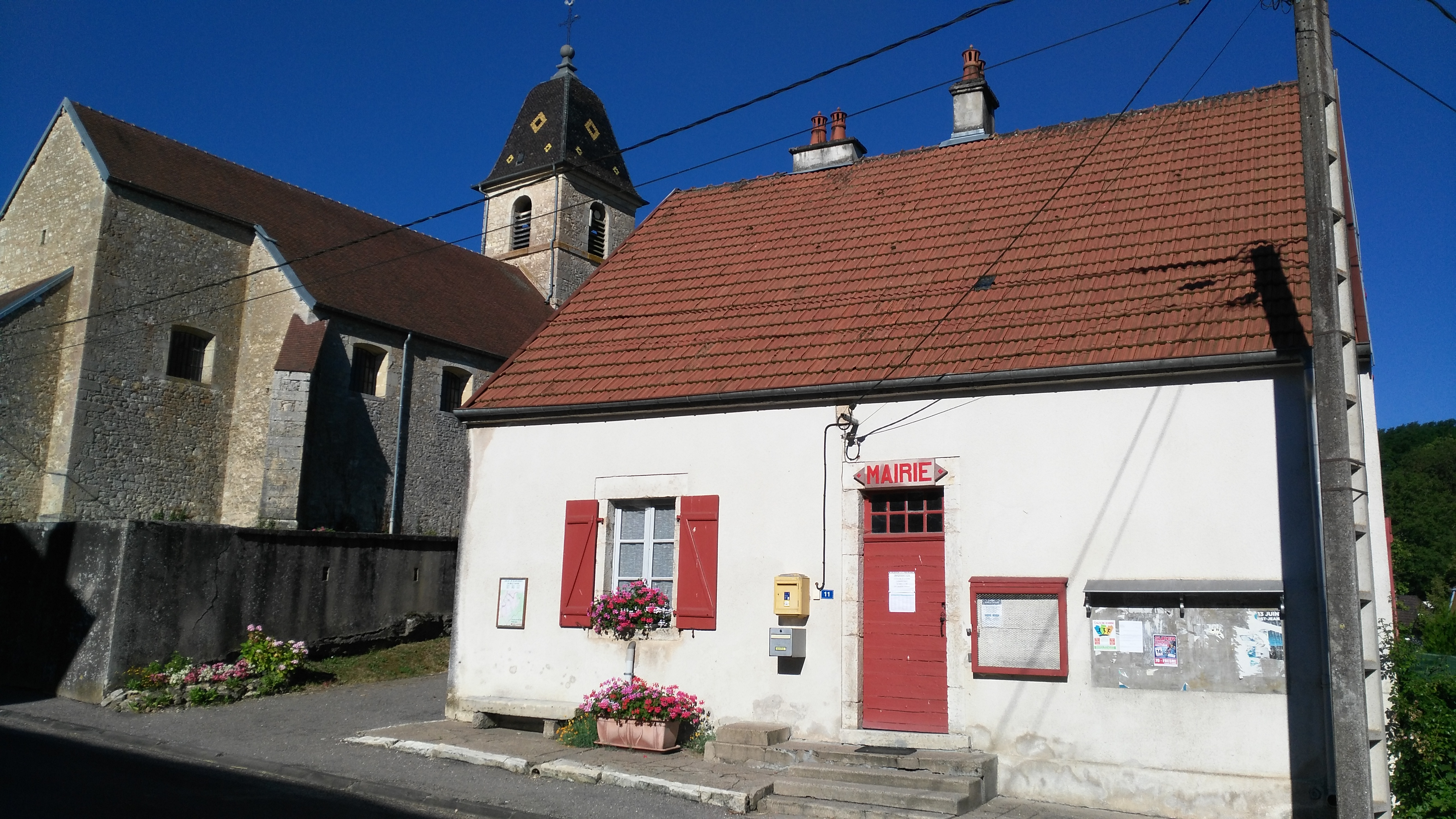
La mairie et l'église.

| Période                                  | Période          | Identité             | Étiquette | Qualité |
| ---------------------------------------- | ---------------- | -------------------- | --------- | ------- |
| Les données manquantes sont à compléter. |                  |                      |           |         |
| Avant mars 2001                          | 2014             | Anne-Marie Courmaire |           |         |
| 2014                                     | 31 décembre 2018 | Pascal Raznik        |           |         |

## Démographie
L'évolution du nombre d'habitants est connue à travers les recensements de la population effectués dans la commune depuis 1793. Pour les communes de moins de 10 000 habitants, une enquête de recensement portant sur toute la population est réalisée tous les cinq ans, les populations de référence des années intermédiaires étant quant à elles estimées par interpolation ou extrapolation. Pour la commune, le premier recensement exhaustif entrant dans le cadre du nouveau dispositif a été réalisé en 2006.

En 2016, la commune comptait 30 habitants, en évolution de +20 % par rapport à 2010 (Haute-Saône : −1,4 %, France hors Mayotte : +2,11 %).
| 1793 | 1800 | 1806 | 1821 | 1831 | 1836 | 1841 | 1846 | 1851 |
| ---- | ---- | ---- | ---- | ---- | ---- | ---- | ---- | ---- |
| 135  | 151  | 166  | 127  | 106  | 98   | 102  | 115  | 111  |

| 1856 | 1861 | 1866 | 1872 | 1876 | 1881 | 1886 | 1891 | 1896 |
| ---- | ---- | ---- | ---- | ---- | ---- | ---- | ---- | ---- |
| 110  | 100  | 99   | 94   | 104  | 89   | 93   | 98   | 83   |

| 1901 | 1906 | 1911 | 1921 | 1926 | 1931 | 1936 | 1946 | 1954 |
| ---- | ---- | ---- | ---- | ---- | ---- | ---- | ---- | ---- |
| 75   | 72   | 70   | 52   | 52   | 47   | 50   | 37   | 43   |

| 1962 | 1968 | 1975 | 1982 | 1990 | 1999 | 2006 | 2011 | 2016 |
| ---- | ---- | ---- | ---- | ---- | ---- | ---- | ---- | ---- |
| 42   | 33   | 22   | 18   | 16   | 30   | 26   | 25   | 30   |

## Culture locale et patrimoine

### Lieux et monuments
- Église Saint-Urs ;
- Lavoir.

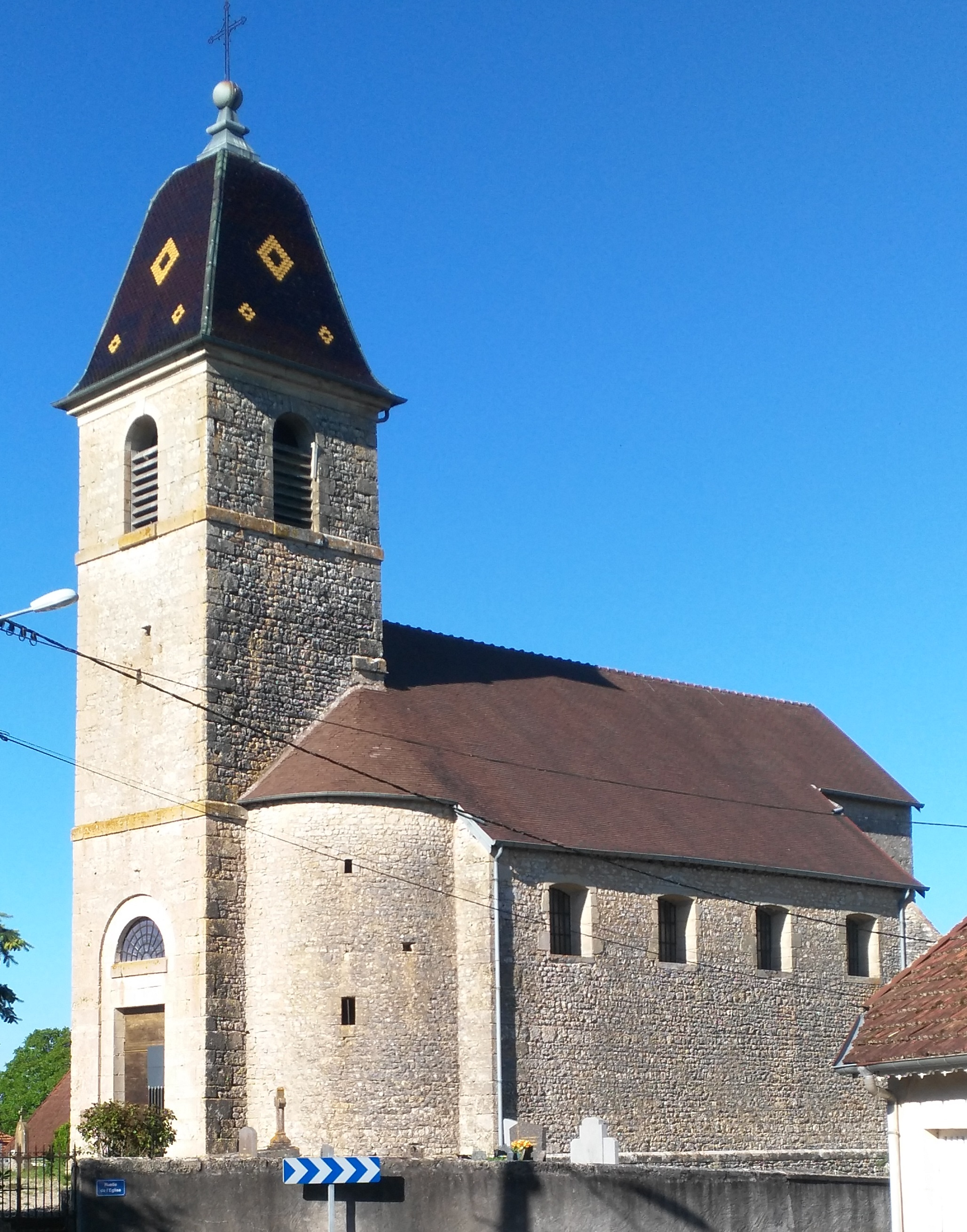
L'église.
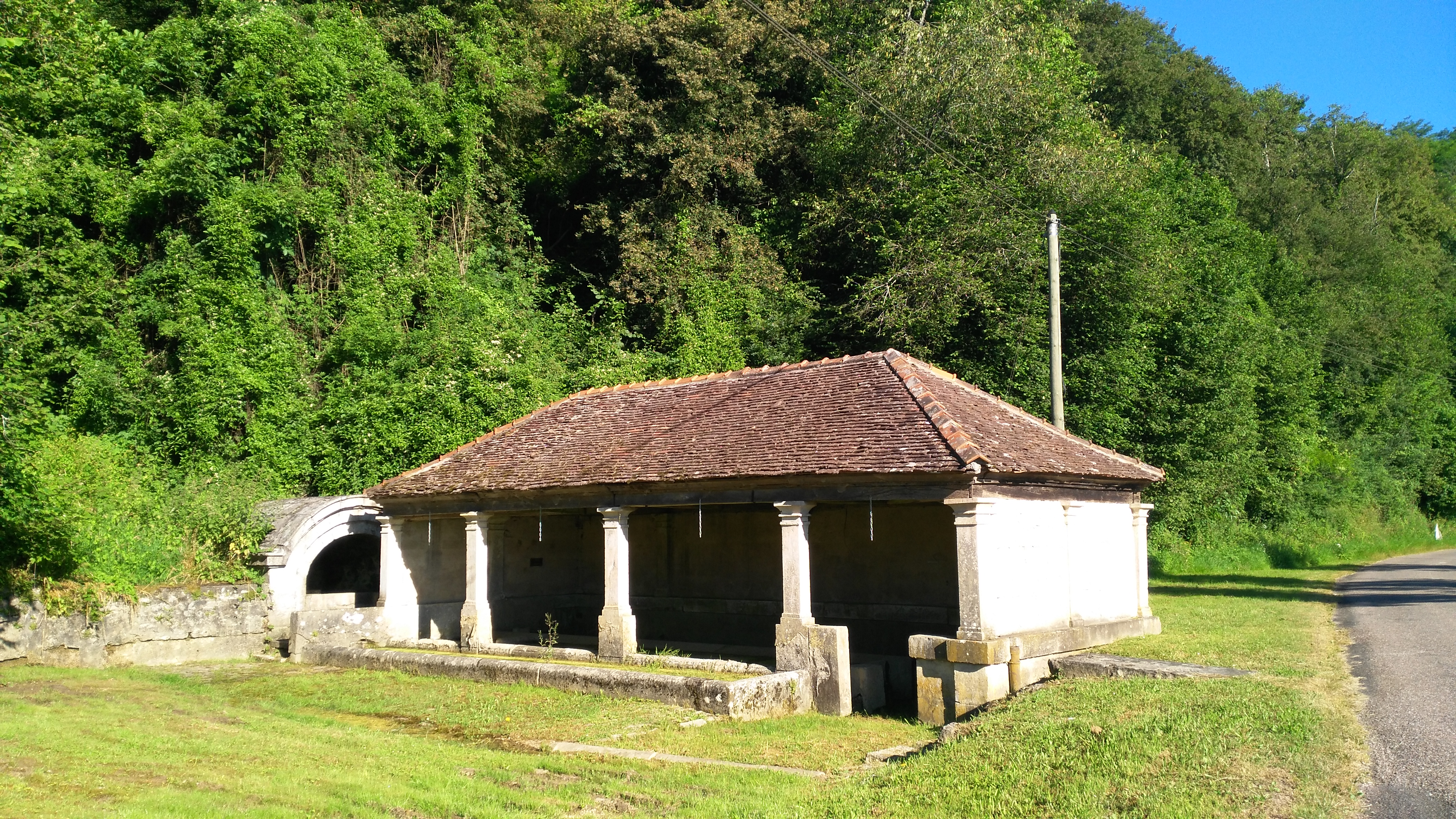
Le lavoir.

- Le monument aux morts, implanté à Mercey-sur-Saône, est commun avec la commune de Motey-sur-Saône[8].